# Tolmomyias sucunduri
Tolmomyias assimilis sucunduri — подвид птиц из семейства тиранновые. Эндемик центральной части Бразильской Амазонии. Населяют полог влажных джунглей, обитая на высоких деревьях и редко спускаясь к подлеску.

## История изучения
Первоначально описанный как вид,  T. a. sucunduri был обнаружен в 1995 году по птичьей песне, дифференцированной Бретом Уитни, и остался неописанным видом из рода Tolmomyias. Голотип был собран в 2009 году и, наконец, описан орнитологами Бретом М. Уитни, Фабио Шунком, Марко Антонио Рего и Луисом Фабио Сильвейрой в 2013 году под тем же научным названием. Типовое месторасположение: «левый берег реки Параури около 6 км над водопадом Тамбор (05°04′02′′ ю. ш. 8°02′40′′ з. д.) высота 70 м».
Открытие этого вида было частью самого большого описания новых видов за 140 лет, когда в 2013 году ученые описали 15 новых амазонских птиц.